# David Spaeth

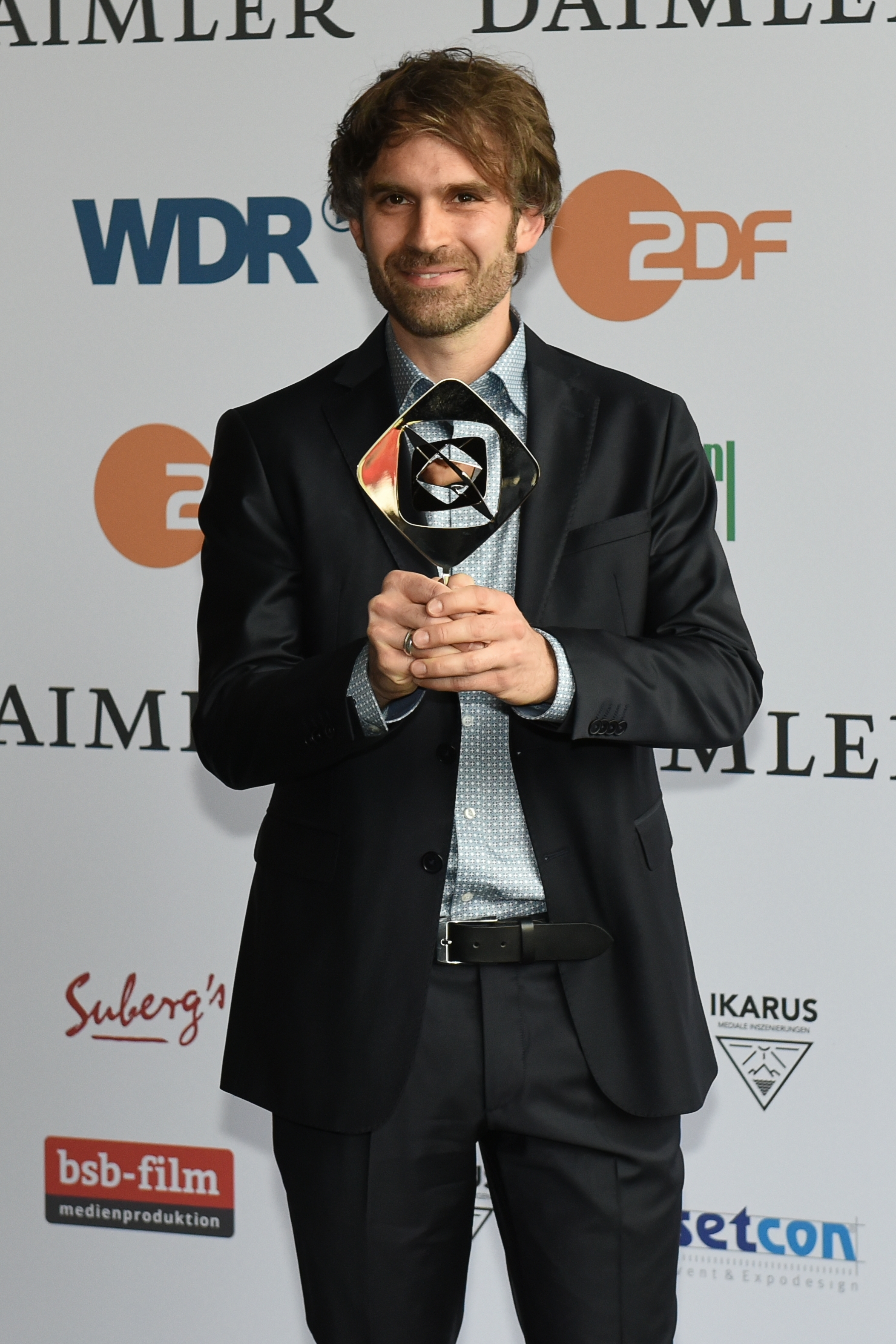
David Spaeth bei der Verleihung des Grimme-Preises 2019

David Spaeth (* 1975 in Nantes, Frankreich) ist ein deutscher Filmregisseur und Autor.

## Leben
Nach dem Studium an der Theater-, Film- und Fernsehwissenschaft sowie Romanistik/Französisch und Musikwissenschaft an der Ruhr-Universität Bochum studierte Spaeth Regie an der Filmakademie Baden-Württemberg. Bereits während dieser Zeit entstanden mit B_side und Storytelling man – Spurensuche mit Henning Mankell erste längere Dokumentarfilme, die im öffentlich-rechtlichen Fernsehen ausgestrahlt wurden.
Spaeth arbeitet überwiegend an Dokumentarfilmen und in der Lehre. Seit 2010 unterrichtet er an der Filmakademie Baden-Württemberg. Seit 2018 zudem an der HFF München.

## Filmografie (Auswahl)
- 2000: Nach Norden (Kurzfilm)
- 2002: B_side
- 2005: Storytelling man – Spurensuche mit Henning Mankell
- 2006: Die Feuermacher des Königs
- 2007: Das Rauschen einer Postkarte (gemeinsam mit Florian Zwißler)
- 2007: Bauer, Schmied und Bürgermeister
- 2010: Die Wildwasserkönige
- 2011: Der Europakomplex (gemeinsam mit Lukas Schmid)
- 2012: EUROPA? – Fünf unpolitische Antworten
- 2014: Thaddäus Troll
- 2014: La Brass Banda
- 2015: Trudel Wulle
- 2015: Landleben 4.0 – Kusterdingen
- 2017: Betrug – Aufstieg und Fall eines Hochstaplers[1][2][3][4]
- 2018: Himmel auf Erden – Ulmer Münster
- 2023: Wir und das Tier – Ein Schlachthausmelodram[5]

## Auszeichnungen
- 2019: Grimme-Preis im Wettbewerb Information & Kultur für Betrug – Aufstieg und Fall eines Hochstaplers[1]
- 2023: DOK.fest-München-Nominierung in der Kategorie VIKTOR DOK.deutsch für Wir und das Tier – Ein Schlachthausmelodram[6]